# ケチン・ダ・コチン
ケチン・ダ・コチンは、かつてワタナベエンターテインメントに所属していたお笑いコンビ。ワタナベコメディスクール4期生。

## メンバー
けいたまん（本名：谷村 啓太（たにむら けいた）、1980年9月26日 - ）ボケ担当
- 44歳。東京都出身。身長180cm、星座は天秤座、血液型はO型。

吉田 幸市（よしだ こういち、1980年11月23日 - ）ツッコミ担当
- 44歳。香川県高松市出身。身長177cm、星座はいて座、血液型はB型。

## 来歴・芸風
- 元は正統派音楽バンドだったというコンビで、成城大学の同級生同士[1]。バンド解散をきっかけにお笑いに転向する。2006年4月、ワタナベコメディスクールに4期生として入学（2007年3月卒業）。けいたまんから吉田を誘う形でお笑いに転向した[1]。
- 2008年11月「WEL」で企画としてWCS先輩のしんのすけとシャンとさんぴん、後輩の坂本しろう（ザ・ゴリラバンド）と「C-BOYS」というグループでコントも行う。
- ネタのスタイルは主に歌ネタを織り交ぜたコント。けいたまんがギターなどの演奏を務める。「お経の弾き語り」「“どっちにしようかな”の歌」などのネタがある。相方の吉田もラップとして参加するコントもある。
- コンビ名は、二人の名前（啓太→ケチン、幸市→コチン）に由来する[2]。「ダ」を入れたのは「そのまま繋げるとTV的にダメな言葉が出る」という理由。
- キングオブコント2011にて、初の準決勝進出。
- 2016年3月1日をもって、コンビの解散を発表。吉田は引退し、けいたまんはピン芸人として活動[3]。その後、けいたまんも同年12月31日をもって引退[4]。

## 出演番組

### テレビ
- 笑っていいとも!（フジテレビ） - いますぐ使える!?ギャグマーケット
- 爆笑レッドカーペット（フジテレビ）キャッチコピーは「心に響くこの笑い」
- オンバト+（NHK総合） 戦績9勝4敗 最高513KB
- ニューカマーズ出張!レッドカーペット（フジテレビ）キャッチコピーは「This is ロン毛と坊主の世界観」
- モバタレGREAT（日本テレビ） - 『タレタマ』お笑い枠メンバー
- あらびき団（TBS）- ツートンカラー・100Wと共にユニット「ワタナベエンターズ」として出演
- お願い!ランキング （テレビ朝日）
- 爆笑一番（秋田テレビ）- 2010年10月21日
- シンガタ（日本テレビ）-2010年10月30日、11月27日
- 自信つきまシアター イイトコダス （テレビ朝日）-2010年12月27日
- 新世紀ネタキング決定戦（TOKYO MX）- 2010年11月4日
- サタネプベストテン（TBS）-2012年9月1日
- さすらう犬の種まき（TOKYO MX）-2012年4月11日~5月2日
- ハモネプ☆スターリーグ（フジテレビ）-2012年6月12日、11月20日、2013年4月2日
- 最高の離婚（フジテレビ）-2013年1月10日〜3月21日
- ZIP!（日本テレビ）-笑いの単語チョウ
- PON!（日本テレビ）-月曜日突撃芸人-2013年4月1日〜2014年3月24日
- ワラリズム（フジテレビ）-2013年4月8日、6月29日
- 笑点 特大号（BS日テレ）-2013年5月1日
- 日10☆演芸パレード（MBS制作・TBS系列）-勝ち抜きキャスティングバトル
- ゲキレア珍百景（テレ朝チャンネル1）-2013年4月〜
- オモハラTV（TOKYO MX）-2013年10月11日~2014年3月29日
- ナカイの窓（日本テレビ）-2014年1月15日

### 単独DVD
- THE BEATBANG!（笑魂シリーズ、2011年4月27日リリース）

### 単独ライブ
- ROCK da FESTA 2013（2013年8月6日、下北沢 空間リバティ）

### 舞台
- 堀内夜あけの会 「タコ公園のタコ女」（2014年5月3日、5月4日、本多劇場）